# جوزف استیگلیتز

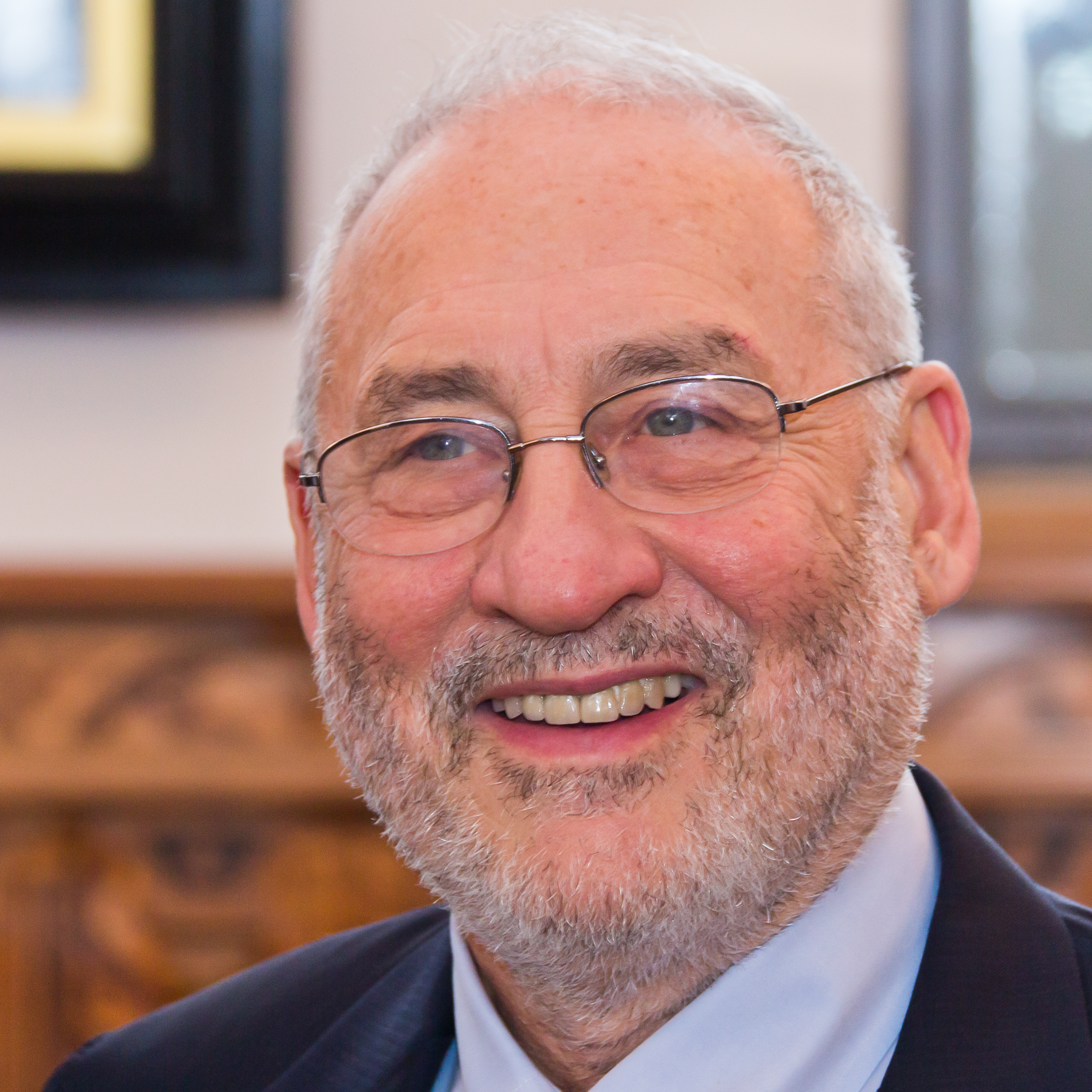
در سال ۲۰۱۲

جوزف یوجین استیگلیتز (به انگلیسی: Joseph Eugene Stiglitz) اقتصاددان معاصر آمریکایی است. وی برندۀ جایزۀ نوبل اقتصاد در سال ۲۰۰۱ گردید. وی همچنین از نمایندگان مکتب اقتصاد کینزی نو می‌باشد. وی شهرتش را بعد از انتقادهای شدیدش از صندوق بین‌المللی پول و بانک جهانی به دست آورد. استیگلیتز در این گزاره که افراد همه اطلاعات کافی برای انجام انتخاب‌های بهینه را در اختیار دارند، تردید می‌کند. برای این تردید استیگلیتز، دو دلیل وجود دارد که یکی مربوط به جانب تقاضاست و دیگری مربوط به جانب عرضه. تقاضای اطلاعات پرهزینه است و به زمان، تلاش و حتی پول نیاز دارد. برعکس، ما چند گزینه معقول را در نظر می‌گیریم و انتخابی می‌کنیم که به نظر رضایت‌بخش باشد. استیگلیتز همچنین دریافت که اطلاعات تفاوتی جدی با کالاهای ملموس دارد. وقتی که ما خودرو یا نان می‌خریم، می‌توانیم آنها را امتحان کنیم تا ببینیم باب میل ما هستند یا نه. اما نمی‌توان چنین کاری با اطلاعات کرد. وقتی که اطلاعات برای بررسی به کسی داده می‌شود، دیگر دلیل وجود ندارد که وی این اطلاعات را خریداری نماید؛ بنابراین، اطلاعات به محض اینکه در دسترس قرار می‌گیرند، به کالای عمومی تبدیل می‌شوند و در نتیجه ارائه‌کنندگان اطلاعات انگیزه‌ای برای پنهان کردن آنها دارند. در بازارها که اطلاعات اهمیت دارند، برخی از افراد، اطلاعات لازم برای انجام انتخاب‌های عقلایی را در اختیار ندارند. در بازار نیروی کار، کارفرمایان از مهارت‌های کارکنان بالقوه اطلاعی ندارند و نمی‌دانند که آیا از کارجویان در صورت استخدام به سختی کار خواهند کرد یا در کار خود سستی می‌کنند. کارجویان انگیزه خوبی برای بزرگنمایی مهارت‌های خود دارند. تنها راه برای تشخیص این مسئله که افراد سخت‌کوش خواهند بود یا نه، استخدام آنان است. اما این توصیه به کارفرمایانی که می‌خواهند در مورد استخدام تصمیم‌گیری کنند، کمکی نمی‌کند. استیگلیتز در اوایل زندگی حرفه‌ای خود (۱۹۷۴) پیشنهاد داد که بنگاه‌ها می‌توانند از آموزش به عنوان ابزاری برای غربالگری استفاده کنند. اگر کارفرمایان افرادی را استخدام کنند که از سطح آموزش بالاتری برخوردار بوده و از دانشگاه‌های بهتری فارغ‌التحصیل شده‌اند، احتمالاً کارکنانی با مهارت و سخت‌کوش در اختیار خواهند داشت. اما وی بعدها دریافت که این ابزار معیوب است زیرا بنگاه‌ها نمی‌توانند تشخیص دهند که کدامیک از متقاضیانی که از سطح آموزشی خوبی برخوردار بوده‌اند، سخت‌کوش خواهند بود.

## آثار
- نگاهی نو به جهانی شدن. ترجمه مسعود کرباسیان. نشر چشمه. ۱۳۸۶
- جهانی‌سازی و مسائل آن. ترجمه حسن گلریز نشر نی ۱۳۹۹
- سقوط آزاد بازارهای آزاد و افول اقتصاد جهانی(Free fall Free markets and the sinking of the Global Economy). ترجمه محمد ناصر شرافت و رسام مشرقی. نشر دانشگاه شهید بهشتی